# عليكرة
عليكرة (بالهندية: अलीगढ़) هي مدينة من مدن الهند. يبلغ عدد سكانها 1,274,408 36,84,818 نسمة حسب إحصائيات سنة 2015. يبلغ ارتفاع المدينة عن سطح البحر قرابة 178 مترًا.

## المناخ
يظهر الجدول التالي التغييرات المناخية على مدار السنة لعليكره:
| البيانات المناخية لـعليكره                                               | البيانات المناخية لـعليكره | البيانات المناخية لـعليكره | البيانات المناخية لـعليكره | البيانات المناخية لـعليكره | البيانات المناخية لـعليكره | البيانات المناخية لـعليكره | البيانات المناخية لـعليكره | البيانات المناخية لـعليكره | البيانات المناخية لـعليكره | البيانات المناخية لـعليكره | البيانات المناخية لـعليكره | البيانات المناخية لـعليكره | البيانات المناخية لـعليكره |
| الشهر                                                                    | يناير                      | فبراير                     | مارس                       | أبريل                      | مايو                       | يونيو                      | يوليو                      | أغسطس                      | سبتمبر                     | أكتوبر                     | نوفمبر                     | ديسمبر                     | المعدل السنوي              |
| ------------------------------------------------------------------------ | -------------------------- | -------------------------- | -------------------------- | -------------------------- | -------------------------- | -------------------------- | -------------------------- | -------------------------- | -------------------------- | -------------------------- | -------------------------- | -------------------------- | -------------------------- |
| الدرجة القصوى °م (°ف)                                                    | 30.7 (87.3)                | 33.3 (91.9)                | 41.7 (107.1)               | 44.8 (112.6)               | 47.5 (117.5)               | 46.7 (116.1)               | 44.5 (112.1)               | 42.1 (107.8)               | 40.2 (104.4)               | 41.7 (107.1)               | 36.1 (97.0)                | 32.8 (91.0)                | 47.5 (117.5)               |
| متوسط درجة الحرارة الكبرى °م (°ف)                                        | 20.6 (69.1)                | 23.6 (74.5)                | 30.0 (86.0)                | 36.8 (98.2)                | 40.1 (104.2)               | 39.3 (102.7)               | 34.6 (94.3)                | 33.2 (91.8)                | 33.8 (92.8)                | 33.0 (91.4)                | 28.3 (82.9)                | 22.5 (72.5)                | 31.3 (88.3)                |
| متوسط درجة الحرارة الصغرى °م (°ف)                                        | 7.4 (45.3)                 | 9.5 (49.1)                 | 14.1 (57.4)                | 20.1 (68.2)                | 24.5 (76.1)                | 26.6 (79.9)                | 26.0 (78.8)                | 25.4 (77.7)                | 23.8 (74.8)                | 18.8 (65.8)                | 12.9 (55.2)                | 8.5 (47.3)                 | 18.1 (64.6)                |
| أدنى درجة حرارة °م (°ف)                                                  | 0.0 (32.0)                 | 1.7 (35.1)                 | 3.9 (39.0)                 | 10.9 (51.6)                | 15.5 (59.9)                | 18.6 (65.5)                | 19.9 (67.8)                | 19.9 (67.8)                | 14.8 (58.6)                | 11.0 (51.8)                | 2.9 (37.2)                 | 1.2 (34.2)                 | 0.0 (32.0)                 |
| الهطول مم (إنش)                                                          | 15.2 (0.60)                | 13.9 (0.55)                | 8.5 (0.33)                 | 8.8 (0.35)                 | 21.0 (0.83)                | 68.5 (2.70)                | 217.7 (8.57)               | 247.4 (9.74)               | 104.1 (4.10)               | 31.4 (1.24)                | 4.2 (0.17)                 | 11.0 (0.43)                | 751.8 (29.60)              |
| متوسط الأيام الممطرة                                                     | 1.5                        | 1.4                        | 1.0                        | 0.9                        | 2.2                        | 4.1                        | 10.2                       | 11.6                       | 5.2                        | 1.4                        | 0.5                        | 0.8                        | 40.7                       |
| المصدر: India Meteorological Department (record high and low up to 2010) |                            |                            |                            |                            |                            |                            |                            |                            |                            |                            |                            |                            |                            |

## أعلام
- السيد أحمد خان
- سونيل سينغ
- جون فولتون
- فريدريك فولتون
- بيجوم خورشيد ميرزا